# Veisz Ottó
Veisz Ottó Bálint (Tét, 1955. február 12. –) magyar agrármérnök, a Magyar Tudományos Akadémia rendes tagja, a Magyar Kutatási Hálózat Agrártudományi Kutatóközpontja Mezőgazdasági Intézetének volt igazgatója, kutatóprofesszora, a Pannon Egyetem címzetes egyetemi tanára, a Széchenyi István Egyetem tiszteletbeli doktora.

## Életpályája
1974–1979 között a mosonmagyaróvári Agrártudományi Egyetem hallgatója volt. 1979–1981 között a Magyar Tudományos Akadémia Mezőgazdasági Kutatóintézet gyakornoka, 1981–1983 között tudományos segédmunkatársa, 1983–1988 között munkatársa, 1988–2000 között főmunkatársa volt, 2000-től tudományos tanácsadója. 1982–1984 között a Gödöllői Agrártudományi Egyetem hallgatójaként mezőgazdasági genetikus szakmérnök lett. 1985–1990 között a Veszprémi Akadémiai Bizottság biológiai szakbizottságának titkára volt. 1993-tól ügyvezető igazgató-helyettes volt. 2000-ben a Magyar Tudományos Akadémia doktora lett. 2000-től tudományos osztályvezetőként dolgozott. 2004-től a Vetőmagszöv. és Terméktan. elnökségi tagja; a biovetőmag szekció alelnöke. 
1988-ban a mezőgazdasági tudományok kandidátusa, 2000-ben a Magyar Tudományos Akadémia doktora fokozatot nyert el. 2019-ben az MTA levelező tagjává, 2025-ben rendes tagjává választották.
Kutatási területe az őszi kalászosok fagyállósága, stresszrezisztenciája, nemesítése, a várható klímaváltozás hatása. Több mint 250 szakcikk szerzője és társszerzője.

## Családja
Szülei Weisz Alajos és Takács Katalin. Felesége, Kuroli Ibolya. Két gyermeke van: Ákos (1982–) és Veronika (1986–).

## Művei
- Hagyomány és haladás a növénynemesítésben (2009)
- A martonvásári agrárkutatások hatodik évtizede, 1999-2009 (2009)
- Tavaszi zabfajták Martonvásárról (2010)
- Növénynemesítés a megújuló mezőgazdaságban (2014)
- Vízmegvonás hatása a terméskomponensekre árpa fajtákban (2019)

## Díjai
- Akadémiai Ifjúsági Díj (Magyar Tudományos Akadémia) (1988)
- Jedlik Ányos-díj (2010)
- Akadémiai Díj (Magyar Tudományos Akadémia) (2012)
- Akadémiai-Szabadalmi Nívódíj (2016)
- Bronz emlékérem (Magyar Növénynemesítők Egyesülete) (2017)
- A Magyar Érdemrend lovagkeresztje (polgári tagozat) (2024)[2]